# Gerda Katee-Rijneveld
Gerda Katee-Rijneveld is een Nederlands langebaanschaatsster.
In 1975 startte Katee-Rijneveld op de Nederlandse kampioenschappen schaatsen allround.

## Records

### Persoonlijke records[3]
| Afstand    | Tijd    | Datum            | Baan          |
| ---------- | ------- | ---------------- | ------------- |
| 500 meter  | 46,60   | 26 januari 1975  | Alkmaar       |
| 1000 meter | 1.37,00 | 17 februari 1974 | IJsselstadion |
| 1500 meter | 2.29,80 | 9 februari 1975  | Utrecht       |
| 3000 meter | 5.20,90 | 3 februari 1974  | Utrecht       |